# 나이아가라 지방자치구
나이아가라 지방자치구(영어: Regional Municipality of Niagara) 또는 나이아가라 지방은 캐나다 온타리오주 남부에 위치한 12개의 도시와 자치 단체로 이루어진 지방자치구이다.
나이아가라 지방은 나이아가라 반도의 대부분을 차지하며 동쪽으로 미국과 국경을 접하는 나이아가라 강이 있다. 지방의 북쪽으로는 온타리오호, 남쪽으로는 이리호가 있다.
나이아가라 지방은 독특한 자연 풍경으로 캐나다 농업과 관광의 중심지이기도 하다. 이 지역은 농업으로 포도를 생산하거나 포도주를 만들기도 한다. 나이아가라 폭포와 더불어 나이아가라 와인 루트는 나이아가라의 포도주 양조장과 연결하여 많은 관광객들이 모이는 곳이다.

## 역사
나이아가라에 처음 정착했던 사람들은 캐나다 원주민으로, 영국 사람들이 처음 정착했을 때에는 이 지역에 '뉴어크'라는 마을을 형성하였다. 뉴어크 마을은 오늘날의 나이아가라온더레이크와 세인트캐서린스 지역에 해당한다.
미국의 독립 전쟁 이후, 많은 영국 사람들이 링컨과 웰랜드 카운티에 정착하게 되었는데, 이들은 이후 이 지역의 농업, 경제, 산업, 교육 발전의 중요한 역할을 하게 되었다. 1860년대 링컨과 웰랜드 카운티의 형성 이후, 1960년대까지 게인스버러, 그림스비, 그림스비노스, 그림스비사우스, 나이아가라, 나이아가라 타운십, 나이아가라 폴스, 로우스, 버티 타운십, 빔스빌, 세인트캐서린스, 웨인플리트, 웰랜드, 윌로우비, 치파와, 캐이스터, 크로우랜드, 크리스탈 비치, 클린턴, 토롤드, 토롤드 타운십, 펠럼, 포트이리, 포트콜본, 폰트힐, 험버스톤 등 26개 지방 자치 단체가 생겨 났다.
1965년부터 1975년까지 온타리오 주의 카운티 재개편 움직임이 곳곳에서 일어났고, 나이아가라 또한 지방 자치 단체를 재개편하는 나이아가라 지방자치구 법이 1969년 6월 26일에 온타리오 주의회에서 통과하였다. 이에 따라 1970년 1월 1일부터 28개 지방 자치 단체가 12개로 통폐합되고, 이 12개 지역은 오늘날의 나이아가라 지방자치구를 신설하여 편입되었다.
오늘날의 나이아가라 지역은 43만여 명의 인구와 매년 수백만 명의 관광객이 찾는 곳으로 발전하였다.

## 기후
나이아가라 지방은 쾨펜의 기후 구분에 따라 사계절이 뚜렷한 습윤 대륙성 기후에 속하며, 이리호와 온타리오호를 끼고 있어서 겨울에는 호수에서 눈보라가 몰아치기도 한다. 나이아가라폴스 기준으로 연 평균 기온은 8.9℃로 캐나다에서는 비교적 따뜻한 지역에 속하며, 가장 추운 달은 1월이고, 가장 더운 달은 7월이다. 나이아가라 지방의 역대 최저 기온은 -25℃이고, 역대 최고 기온은 38.3℃이다.

## 인구
2011년 기준 나이아가라 지방자치구의 인구는 431,346명으로, 2006년에 비해 0.9% 증가하였다. 나이아가라 지방에서 인구 증가율이 가장 높은 지역은 그림스비 (+5.8%, 25,325명)와 나이아가라온더레이크 (+5.6%, 15,400명)이고, 감소율이 가장 높은 지역은 웨인플리트 (-3.7%, 6,356명)와 포트콜본 (-0.9%, 18,424명)으로 집계되었다.
2006년 통계에 따르면, 나이아가라 지방 인구의 18.0%가 이민자인 것으로 조사되었으며, 주요 소수 민족은 전체 인구의 6.3%를 구성한다. 이민자의 10%는 2001년과 2006년 사이에 이민을 온 것으로 조사되었다.
나이아가라 인구의 48.6%는 남성이고, 51.4%는 여성이다. 만 5세 미만 어린이는 전체 인구의 4.9%를 차지하며, 이는 온타리오 주의 5.5%보다 낮은 편이다. 65세 이상 은퇴 연령기에 있는 사람들은 전체 인구의 17.4%로, 온타리오 주의 13.6%보다 2.8% 더 높다. 나이아가라 지방의 평균 연령은 41.9세로, 온타리오 주 평균 39세보다 2.9세 더 많다.
한편 나이아가라 전체 인구의 91.7%는 영어를 주로 사용하고, 1.2%는 프랑스어를 사용하며, 6.0%는 다른 언어를 사용하는 것으로 파악된다.

## 정치
나이아가라 지방자치구는 나이아가라 지방 의회가 운영하며, 지방 의원은 12명의 지자체 시장과 18명의 지역구 의원으로 구성된다. 의장은 30명의 지방 의원 중 호선하며, 2011년 현재 나이아가라 지방 의회의 의장은 게리 버로스이다. 게리 버로스는 나이아가라온더레이크의 전 시장으로, 2006년 연방 선거 때 나이아가라폴스 선거구에서 자유당 후보로 출마하였지만, 롭 니콜슨 보수당 후보에 패배하였다.
나이아가라 지방의 연방 의회와 주 의회 선거구는 4개로 (나이아가라 웨스트-글랜브루크, 세인트캐서린스, 웰랜드, 나이아가라폴스) 나뉜다. 2011년 4월 현재 나이아가라 지방의 연방 의원은 딘 앨리슨 (보수당, 나이아가라 웨스트-글랜브루크), 릭 다익스트라 (보수당, 세인트캐서린스), 말콤 알렌 (신민주당, 웰랜드), 롭 니콜슨 (보수당, 나이아가라폴스)이고, 주 의원은 팀 허닥 (진보보수당, 나이아가라웨스트-글랜브루크), 짐 브래들리 (자유당, 세인트캐서린스), 피터 코모스 (신민주당, 웰랜드), 킴 크레이터 (자유당, 나이아가라폴스)이다.

## 교통
나이아가라 지방의 도로 교통은 포트이리와 토론토를 잇는 고속도로인 퀸 엘리자베스 웨이 (QEW, Queen Elizabeth Way)가 중추적인 역할을 하며, 그외 온타리오 주에서 관리하는 3, 20, 58, 140, 405, 406, 420번 고속도로 등이 있다. 그외 나이아가라 지방자치구에서 관할하는 도로인 나이아가라 지방도가 있으며 루이스턴-퀸스턴, 레인보우 브릿지, 피스 브릿지는 나이아가라 지방에 위치한 캐나다 온타리오주와 미국 뉴욕주를 잇는 국경 다리이기도 하다. 나이아가라 지방의 주요 고속도로는 아래와 같다.
- 3번 고속도로
  - (할디만드) - 웨인플리트-던빌 타운라인 로드 - 지방도 제4호선 (웰랜드포트 로드) / 헨더샷 로드 - 지방도 제24호선 (바인랜드 타운라인 로드) - 지방도 제30호선 (골프 코스 로드) - 지방도 제5호선 (킬럴리 스트리트) - 58번 고속도로 (웨스트 사이드 로드) - 지방도 제80호선 (엘름 스트리트) - 지방도 제140호선 (엘리자베스 스트리트) - 지방도 제84호선 (밀러 로드) - 지방도 제5호선 (킬럴리 스트리트) - 지방도 제98호선 (빌헬름 로드) - 지방도 제112호선 (포인트 어바이노 로드) - 지방도 제116호선 (고램 로드) - 지방도 제120호선 (스톤밀 로드) - 로스 힐 로드 - (게리슨 로드)
- 20번 고속도로 (런디스 레인)
  - 58번 고속도로 (앨런포트 로드) - 지방도 제70호선 (토롤드 타운라인 로드) - 비버 댐스 로드 - 몬트로즈 애비뉴 - 퀸 엘리자베스 웨이 - 도체스터 로드 - 드러먼드 로드 - 스탠리 애비뉴 - 폴스 로드 (레인보우 브릿지)
- 58번 고속도로 (웨스트 사이드 로드)
  - 3번 고속도로 (메인 스트리트) - 지방도 제23호선 (포크스 로드) - 58A번 고속도로 (타운라인 터널 로드)
  - 20번 고속도로 (런디스 레인) / 지방도 제82호선 (앨런포트 로드) - 지방도 제553호선 (앨런버그 로드) - 지방도 제53호선 (나이아가라폴스 로드 / 비버댐스 로드) - 지방도 제57호선 (토롤드 스톤 로드) - 지방도 제67호선 (파인 스트리트) - 지방도 제56호선 (콜리어 로드) - 지방도 제71호선 (세인트 데이비즈 로드) - 406번 고속도로
- 140번 고속도로
  - 3번 고속도로 (메인 스트리트) - 치파와 로드 - 포크스 로드 - 58A번 고속도로 (타운라인 터널 로드) - 지방도 제79호선 (릿지 로드) - 지방도 제27호선 (이스트 메인 스트리트)
- 405번 고속도로 (제너럴 블록 파크웨이)
  - 퀸 엘리자베스 웨이 - 지방도 제61호선 (타운라인 로드) / 지방도 제102호선 (스탠리 애비뉴) - 루이스턴-퀸스턴 다리 (미국 뉴욕주 방면)
- 406번 고속도로
  - 지방도 제27호선 (이스트 메인 스트리트) - 지방도 제41호선 (우드런 로드) - 지방도 제37호선 (메리트 로드) - 포트 로빈슨 로드 - 지방도 제20호선 (칸보로 로드) - 지방도 제67호선 (비버댐스 로드 ) - 지방도 제71호선 (세인트 데이비즈 로드) / 온타리오 고속도로 제58호선 (웨스트 사이드 로드) - 지방도 제89호선 (글렌데일 애비뉴) - 지방도 제91호선 (웨스트체스터 애비뉴) - 지방도 제46호선 (제네바 스트리트) - 지방도 제77호선 (4번가) - 퀸 엘리자베스 웨이
- 420번 고속도로
  - 지방도 제98호선 (몬트로즈 로드) - 퀸 엘리자베스 웨이 - 도체스터 로드 - 드러먼드 로드 - 지방도 제102호선 (스탠리 애비뉴) - 레인보우 브릿지 (미국 뉴욕주 방면)
- 퀸 엘리자베스 웨이 (QEW)
  - 피스 브릿지 (미국 뉴욕주 방면) - 지방도 제124호선 (센트럴 애비뉴) - 지방도 제126호선 (컨세션 로드) - 지방도 제122호선 (톰슨 로드) - 지방도 제122호선 (톰슨 로드) / 제17호선 (버티 스트리트) - 지방도 제19호선 (길모어 로드) - 지방도 제21호선 (보웬 로드) - 지방도 제25호선 (네더비 로드) - 지방도 제116호선 (소돔 로드) - 지방도 제47호선 (라이온스 크리크 로드) - 지방도 제49호선 (매클라우드 로드) - 420번 고속도로 - 지방도 제57호선 (토롤드 스톤 로드) - 지방도 제101호선 (마운틴 로드) - 405번 고속도로 - 지방도 제89호선 (글렌데일 애비뉴) - 지방도 제48호선 (나이아가라 스트리트) - 지방도 제44호선 (레이크 스트리트) - 지방도 제42호선 (온타리오 스트리트) - 지방도 제38호선 (마틴데일 로드) - 406번 고속도로 / 지방도 제39호선 (3번가 / 노스 서비스 로드) - 지방도 제34호선 (7번가) - 지방도 제26호선 - 지방도 제24호선 (빅토리아 애비뉴) - 지방도 제18호선 (온타리오 스트리트) - 지방도 제14호선 (발렛 애비뉴) - 지방도 제12호선 (크리스티 스트리트) - 지방도 제10호선 (카사블랑카 블루버드) - (해밀턴)

## 문화

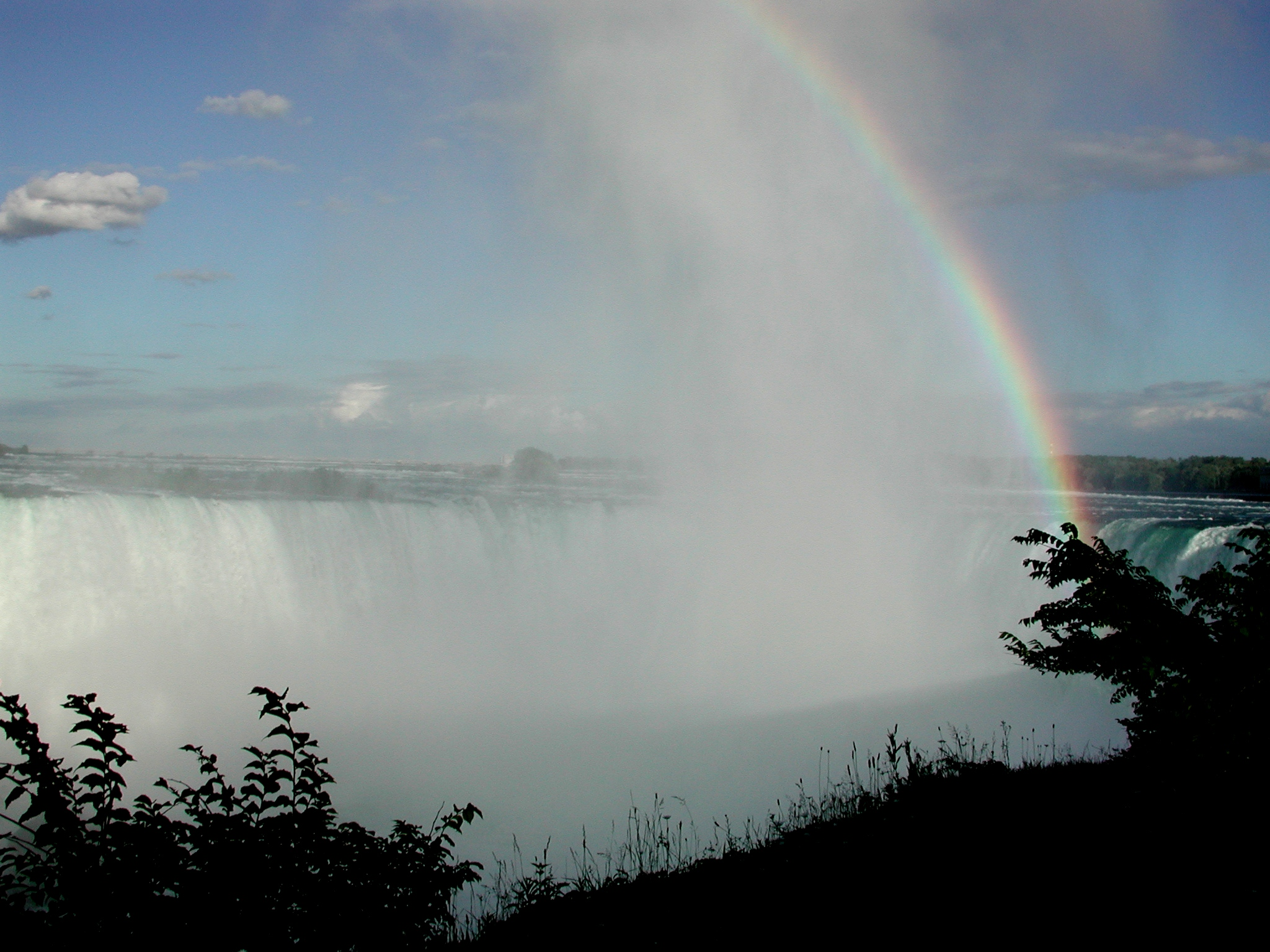
캐나다 쪽 나이아가라 폭포에 위치한 호스슈 폭포.

나이아가라 지방자치구는 온타리오 호와 이리 호를 둘러싼 많은 관광지가 있으며, 이 지역에는 연간 1200만 명이 넘는 관광객이 찾아온다. 또한 나이아가라 지역은 포도주 생산지로서, 매년 각종 포도주 체험과 축제 등을 열기도 한다.

### 나이아가라폴스
나이아가라폴스 지역의 관광지 대부분은 나이아가라 폭포 주위로 한 자연 환경을 중심으로 하며, 나이아가라 폭포 근처에 세워진 카지노나 엔터테인먼트 단지는 또다른 볼거리를 제공한다. 호스슈 폭포에 있는 테이블 록 센터에서는 '나이아가라의 분노'라는 4D 영화를 통해 폭포가 어떻게 형성되었는지 알려준다.

### 세인트캐서린스
세인트캐서린스에는 나이아가라 지역과 국내외 미술가들의 작품을 850여점 이상 보유하고 있는 로드맨 홀이 있으며, 세인트캐서린스 박물관은 이 지역의 역사와 세인트로렌스 수로에 대해 소개한다. 또한 나이아가라 지역의 전통 미술을 선보이기 위한 포크아트 축제가 매년 몬테벨로 공원 일원에서 열리며, SCENE 뮤직 페스티벌은 세인트캐서린스 시내 술집과 클럽에서 다양한 장르의 음악을 선보인다.

### 방송
현재 나이아가라 지역에서는 지역 텔레비전 방송국이 없으며, 토론토, 해밀턴, 버팔로에서 송출되는 방송을 볼 수 있다. 라디오는 나이아가라폴스, 세인트캐서린스, 포트이리 등지에 몇몇 지역 방송국이 있다.
나이아가라 지역에서 송출되는 라디오 방송국은 아래와 같다.
| 주파수   | 콜 사인 | 브랜드명                | 종류              | 소유자            | 비고 |
| -------- | ------- | ----------------------- | ----------------- | ----------------- | ---- |
| 610 AM   | CKTB    | 뉴스토크 610            | 뉴스, 토크        | 아스트랄 미디어   |      |
| 710 AM   | CJRN    | 여행 정보 라디오        | 여행 정보, 스포츠 | CJRN 710 Inc.     |      |
| 90.7 FM  | CHQI-FM | NOTL 인포 라디오        | 여행 정보         |                   |      |
| 91.7 FM  | CIXL-FM | 자이언트 FM             | 록                | 데이비드 홀게이트 |      |
| 97.7 FM  | CHTZ-FM | HTZ FM                  | 록                | 아스트랄 미디어   |      |
| 101.1 FM | CKEY-FM | Z101                    | 어덜트 컨템포러리 | CJRN 710 Inc.     |      |
| 103.7 FM | CFBU-FM | CFBU                    | 캠퍼스 라디오     | 브록 대학교       |      |
| 105.1 FM | CFLZ-FM | 더 리버 105.1           | 어덜트 컨템포러리 | CJRN 710 Inc.     |      |
| 105.7 FM | CHRE-FM | 이지 록 105.7 (EZ Rock) | 록                | 아스트랄 미디어   |      |

## 하위 행정 구역
도시
- 나이아가라폴스
- 포트콜본
- 세인트캐서린스
- 토롤드
- 웰랜드

소도시
- 포트이리
- 그림스비
- 링컨
- 나이아가라온더레이크
- 펠램

타운십
- 웨인플리트
- 웨스트링컨